# Gustav Kokoschinegg
Gustav Kokoschinegg (21. července 1837 Vitanje – 16. února 1928 Štýrský Hradec) byl rakouský právník a politik německé národnosti, v 2. polovině 19. století poslanec Říšské rady ze Štýrska.

## Biografie
Působil jako advokát ve Štýrském Hradci.
Působil i jako poslanec Říšské rady (celostátního parlamentu Předlitavska), kam usedl v doplňovacích volbách roku 1889 za kurii městskou ve Štýrsku, obvod Maribor, Slovenska Bistrica atd. Nastoupil 14. března 1889 místo Karla Ausserera. Mandát obhájil ve volbách roku 1891. Ve volebním období 1885–1891 se uvádí jako Dr. Gustav Kokoschinegg, soudní a dvorní advokát, bytem Štýrský Hradec.
Na Říšské radě se roku 1889 uvádí jako člen nacionalistického poslaneckého klubu Deutschnationale Vereinigung. Členem Deutschnationale Vereinigung byl i v roce 1890 a po volbách roku 1891.